# Panteó de Dragonlance
El Panteó de Dragonlance és el conjunt de deïtats i entitats divines que formen part de l'univers fictici de Dragonlance, una saga de la literatura fantàstica i del joc de rol Dungeons & Dragons. Creat per Margaret Weis i Tracy Hickman, aquest panteó és un element fonamental per comprendre la cosmologia i els conflictes èpics que caracteritzen el món de Krynn, l'escenari principal de la saga. Aquest sistema de creences està dividit en tres grans faccions: els déus del Bé, els déus del Mal i els déus de la Neutralitat, cadascun amb els seus propòsits i influències sobre els habitants de Krynn.
|             |             |             |             |             |             |          |          |          |          |          |          |          |          |          |          |          |          |          |          |          |          | PANTEÓ DE DRAGONLANCE |         |          |          |          |          |          |          |         |         |  |  |          |          |          |          |          |          |  |  |           |           |           |           |           |           |          |          |  |  |  |  |  |  |  |  |  |  |  |  |  |  |  |  |  |  |  |  |  |  |  |  |  |  |  |  |
|             |             |             |             |             |             |          |          |          |          |          |          |          |          |          |          |          |          |          |          |          |          |                       |         |          |          |          |          |          |          |         |         |  |  |          |          |          |          |          |          |  |  |           |           |           |           |           |           |          |          |  |  |  |  |  |  |  |  |  |  |  |  |  |  |  |  |  |  |  |  |  |  |  |  |  |  |  |  |
|             |             |             |             |             |             |          |          |          |          |          |          |          |          |          |          |          |          |          |          |          |          | Ionthas               |         |          |          |          |          |          |          |         |         |  |  |          |          |          |          |          |          |  |  |           |           |           |           |           |           |          |          |  |  |  |  |  |  |  |  |  |  |  |  |  |  |  |  |  |  |  |  |  |  |  |  |  |  |  |  |
|             |             |             |             |             |             |          |          |          |          |          |          |          |          |          |          |          |          |          |          |          |          |                       |         |          |          |          |          |          |          |         |         |  |  |          |          |          |          |          |          |  |  |           |           |           |           |           |           |          |          |  |  |  |  |  |  |  |  |  |  |  |  |  |  |  |  |  |  |  |  |  |  |  |  |  |  |  |  |
|             |             |             |             |             |             |          |          |          |          |          |          |          |          |          |          |          |          |          |          |          |          |                       |         |          |          |          |          |          |          |         |         |  |  |          |          |          |          |          |          |  |  |           |           |           |           |           |           |          |          |  |  |  |  |  |  |  |  |  |  |  |  |  |  |  |  |  |  |  |  |  |  |  |  |  |  |  |  |
|             |             | Paladine    | Paladine    | Paladine    | Paladine    | Paladine | Paladine |          |          | Mishakal | Mishakal | Mishakal | Mishakal | Mishakal | Mishakal |          |          |          |          |          |          | Gilean                | Gilean  | Gilean   | Gilean   | Gilean   | Gilean   |          |          |         |         |  |  | Takhisis | Takhisis | Takhisis | Takhisis | Takhisis | Takhisis |  |  | Sargonnas | Sargonnas | Sargonnas | Sargonnas | Sargonnas | Sargonnas |          |          |  |  |  |  |  |  |  |  |  |  |  |  |  |  |  |  |  |  |  |  |  |  |  |  |  |  |  |  |
|             |             | Paladine    | Paladine    | Paladine    | Paladine    | Paladine | Paladine |          |          | Mishakal | Mishakal | Mishakal | Mishakal | Mishakal | Mishakal |          |          |          |          |          |          | Gilean                | Gilean  | Gilean   | Gilean   | Gilean   | Gilean   |          |          |         |         |  |  | Takhisis | Takhisis | Takhisis | Takhisis | Takhisis | Takhisis |  |  | Sargonnas | Sargonnas | Sargonnas | Sargonnas | Sargonnas | Sargonnas |          |          |  |  |  |  |  |  |  |  |  |  |  |  |  |  |  |  |  |  |  |  |  |  |  |  |  |  |  |  |
|             |             |             |             |             |             |          |          |          |          |          |          |          |          |          |          |          |          |          |          |          |          |                       |         |          |          |          |          |          |          |         |         |  |  |          |          |          |          |          |          |  |  |           |           |           |           |           |           |          |          |  |  |  |  |  |  |  |  |  |  |  |  |  |  |  |  |  |  |  |  |  |  |  |  |  |  |  |  |
|             |             |             |             |             |             |          |          |          |          |          |          |          |          |          |          |          |          |          |          |          |          |                       |         |          |          |          |          |          |          |         |         |  |  |          |          |          |          |          |          |  |  |           |           |           |           |           |           |          |          |  |  |  |  |  |  |  |  |  |  |  |  |  |  |  |  |  |  |  |  |  |  |  |  |  |  |  |  |
| Branchala   | Branchala   | Branchala   | Branchala   | Branchala   | Branchala   |          |          |          |          | Majere   | Majere   | Majere   | Majere   | Majere   | Majere   |          |          | Reorx    | Reorx    | Reorx    | Reorx    | Reorx                 | Reorx   |          |          | Morgion  | Morgion  | Morgion  | Morgion  | Morgion | Morgion |  |  | Chemosh  | Chemosh  | Chemosh  | Chemosh  | Chemosh  | Chemosh  |  |  |           |           | Hiddukel  | Hiddukel  | Hiddukel  | Hiddukel  | Hiddukel | Hiddukel |  |  |  |  |  |  |  |  |  |  |  |  |  |  |  |  |  |  |  |  |  |  |  |  |  |  |  |  |
| Branchala   | Branchala   | Branchala   | Branchala   | Branchala   | Branchala   |          |          |          |          | Majere   | Majere   | Majere   | Majere   | Majere   | Majere   |          |          | Reorx    | Reorx    | Reorx    | Reorx    | Reorx                 | Reorx   |          |          | Morgion  | Morgion  | Morgion  | Morgion  | Morgion | Morgion |  |  | Chemosh  | Chemosh  | Chemosh  | Chemosh  | Chemosh  | Chemosh  |  |  |           |           | Hiddukel  | Hiddukel  | Hiddukel  | Hiddukel  | Hiddukel | Hiddukel |  |  |  |  |  |  |  |  |  |  |  |  |  |  |  |  |  |  |  |  |  |  |  |  |  |  |  |  |
|             |             |             |             |             |             |          |          |          |          |          |          |          |          |          |          |          |          |          |          |          |          |                       |         |          |          |          |          |          |          |         |         |  |  |          |          |          |          |          |          |  |  |           |           |           |           |           |           |          |          |  |  |  |  |  |  |  |  |  |  |  |  |  |  |  |  |  |  |  |  |  |  |  |  |  |  |  |  |
|             |             |             |             |             |             |          |          |          |          | Shinare  | Shinare  | Shinare  | Shinare  | Shinare  | Shinare  |          |          | Sirrion  | Sirrion  | Sirrion  | Sirrion  | Sirrion               | Sirrion |          |          | Chislev  | Chislev  | Chislev  | Chislev  | Chislev | Chislev |  |  | Zivilyn  | Zivilyn  | Zivilyn  | Zivilyn  | Zivilyn  | Zivilyn  |  |  |           |           | ¿Mina?    | ¿Mina?    | ¿Mina?    | ¿Mina?    | ¿Mina?   | ¿Mina?   |  |  |  |  |  |  |  |  |  |  |  |  |  |  |  |  |  |  |  |  |  |  |  |  |  |  |  |  |
|             |             |             |             |             |             |          |          |          |          | Shinare  | Shinare  | Shinare  | Shinare  | Shinare  | Shinare  |          |          | Sirrion  | Sirrion  | Sirrion  | Sirrion  | Sirrion               | Sirrion |          |          | Chislev  | Chislev  | Chislev  | Chislev  | Chislev | Chislev |  |  | Zivilyn  | Zivilyn  | Zivilyn  | Zivilyn  | Zivilyn  | Zivilyn  |  |  |           |           | ¿Mina?    | ¿Mina?    | ¿Mina?    | ¿Mina?    | ¿Mina?   | ¿Mina?   |  |  |  |  |  |  |  |  |  |  |  |  |  |  |  |  |  |  |  |  |  |  |  |  |  |  |  |  |
|             |             |             |             |             |             |          |          |          |          |          |          |          |          |          |          |          |          |          |          |          |          |                       |         |          |          |          |          |          |          |         |         |  |  |          |          |          |          |          |          |  |  |           |           |           |           |           |           |          |          |  |  |  |  |  |  |  |  |  |  |  |  |  |  |  |  |  |  |  |  |  |  |  |  |  |  |  |  |
|             |             |             |             |             |             |          |          |          |          |          |          |          |          |          |          |          |          |          |          |          |          |                       |         |          |          |          |          |          |          |         |         |  |  |          |          |          |          |          |          |  |  |           |           |           |           |           |           |          |          |  |  |  |  |  |  |  |  |  |  |  |  |  |  |  |  |  |  |  |  |  |  |  |  |  |  |  |  |
| Kiri-Jolith | Kiri-Jolith | Kiri-Jolith | Kiri-Jolith | Kiri-Jolith | Kiri-Jolith |          |          | Habbakuk | Habbakuk | Habbakuk | Habbakuk | Habbakuk | Habbakuk |          |          | Solinari | Solinari | Solinari | Solinari | Solinari | Solinari |                       |         | Lunitari | Lunitari | Lunitari | Lunitari | Lunitari | Lunitari |         |         |  |  | Nuitari  | Nuitari  | Nuitari  | Nuitari  | Nuitari  | Nuitari  |  |  | Zeboim    | Zeboim    | Zeboim    | Zeboim    | Zeboim    | Zeboim    |          |          |  |  |  |  |  |  |  |  |  |  |  |  |  |  |  |  |  |  |  |  |  |  |  |  |  |  |  |  |

## Equilibri[calcitació]
La situació dels déus és descrita com un triangle, en què cada grup de déus és a una cantonada, i s'assegura que es manté l'equilibri com en una balança. Cada grup de déus té set membres, amb un déu major, cinc de menors i un de la màgia. En la novel·la Dragons of Summer Flame, es descobreix que també hi ha un déu creador: Caos, el pare de tots els déus. En la trilogia War of the Souls, les faccions del bé i del mal han perdut els seus déus superiors, de manera que no queda clar com això afectarà la neutralitat.
Molts dels llibres de Dragonlance se centren una o d'altra manera en el rol dels déus al món. Durant els períodes en què els déus han estat oblidats, per exemple després del Cataclisme, el guió se centra a redescobrir-los. Quan els déus estan presents, les històries tendeixen a centrar-se en les seves batalles per ascendir. Els déus de Dragonlance prenen un paper actiu en el món, i molts d'ells volten pel pla mortal amb tot tipus d'avatars.

## Déus del bé[calcitació]
- Paladine, Pare del Bé i Senyor de la Llei
- Majere, déu del raonament, protector dels monjos
- Kiri-Jolith, senyor de la guerra justa
- Mishakal, deessa de la salut
- Habbakuk, déu de la vida animal i el mar
- Branchala, déu de la música
- Solinari, patró dels mags de túnica blanca

Els déus del bé reconeixen la necessitat de l'equilibri, i veuen el bé com una part important de l'equilibri. Més que intentar destruir el mal, cerquen com eclipar-lo
 perquè no desaparegui l'equilibri que han creat els déus. Paladine és de lluny el déu més important del bé, juntament amb Mishakal, que és la seva muller.

## Déus del mal[calcitació]
- Takhisis, la Reina de la Foscor
- Sargonnas, consort de la Takhisis, déu del Mal per a la vengança, la destrucció, la intriga, els volcans, el foc i els deserts. Els seus símbols són el o còndor roig o un puny roig a Thorbardín i Istar. Els seus colors són el roig i el negre. És el déu al que reben més culte els minotaures, que els considera el seu poble protegit.
- Morgion, déu de la malaltia, senescència i plaga
- Chemosh, déu dels no morts
- Zeboim, Reina del Mar
- Hiddukel, el negocient d'ànimes
- Nuitari, patró dels mags túniques negres

Els déus del mal, així com els déus del bé, reconeixen la necessitat de l'equilibri per a Krynn amb l'excepció de Takhisis. Ella està molt més assedegada de poder que la resta de déus, i els seus intents per ostentar el poder absolut, sovint es guanya la còlera de la resta de déus. Això és el que finalment la duu a la perdició, quan va tan lluny que es guanya la desaprovació i condemna de la resta de déus del mal.
A més de la Takhisis, Sargonnas té un paper important entre els minotaures.

## En disputa[calcitació]
- Mina, un déu del bé corromput.